# Dobletina
Dobletina je naselje u slovenskoj Općini Nazarju. Dobletina se nalazi u pokrajini Štajerskoj i statističkoj regiji Savinjskoj. 

## Stanovništvo
Prema popisu stanovništva iz 2002. godine naselje je imalo 123 stanovnika.